# José Antonio González-Santelices
José Antonio González-Santelices Cayón (1907-1936) fue un político republicano, abogado y periodista español.
Fue redactor durante varios años de El Norte de Castilla y, más tarde, redactor jefe. Ocupó el cargo de secretario de la Confederación Hidrográfica del Duero.
En marzo de 1931, con otros republicanos, formó parte de la comitiva que se entrevistó con el gobernador de Valladolid para pedir "que se conceda rápidamente una amplia amnistía que comprenda a cuantos españoles, tantos civiles como militares, estén presos, procesados, condenados o expatriados por delitos políticos y sociales y, de modo especial, como consecuencia de los sucesos de diciembre último"; y exigir las responsabilidades oportunas a la fuerza pública por el proceder ante los sucesos estudiantiles de Madrid, "y que se decrete, desde luego, la destitución del director general de Seguridad [Emilio Mola]".
En 1931, militaba en Acción Republicana, partido del que era secretario primero en Valladolid. Contador del Ayuntamiento de Valladolid en 1934 y Secretario de la Comisión local ejecutiva del V Congreso Nacional de Riegos (23-30 de setiembre de 1934).
Fue defensor de la labor de la Sociedad de Estudios Castellanos, de León Corral y Maestro y Narciso Alonso Cortés, en 1928. Cofundador y miembro de la Asociación de Escritores Regionalistas Castellanos en mayo de 1936.
Murió fusilado en 1936,'

## Obras
Prólogos:
- El amor y el dolor en la tragicomedia de Calisto y Melibea: (notas al margen de la Celestina) (Valladolid: Imprenta Castellana, 1927), de Teófilo Ortega

|